# Candida blankii
Candida blankii é uma espécie de levedura de brotamento (Saccharomycotina) da família Saccharomycetaceae. A levedura pode ser um patógeno perigoso e resistente ao tratamento em hospedeiros humanos. A pesquisa sobre os fungos tem implicações terapêuticas, médicas e industriais.

## Taxonomia
A Candida blankii foi descoberta na década de 1960, após a análise dos órgãos de visons infectados no Canadá por F. Blank. Esses martas foram infectados com a levedura desconhecida e todos morreram de micose. Foi descrito em 1968 por HR Buckley e N. van Uden, que o nomearam em homenagem a Blank. A descrição foi publicada na revista Mycopathologia et Mycologia Applicata, juntamente com descrições de outras quatro novas espécies.

## Identificação
No ágar Sabouraud dextrose, os isolados de C. blankii apresentam-se como leveduras típicas, isto é, colónias de cor creme, que então tendem para rosa e depois para azul escuro. O sequenciamento de DNA de amostra de sangue da subunidade ribossômica 26S pode identificar definitivamente C. blankii.

## Ecologia
Na natureza, Candida blankii forma relações simbióticas com outros organismos. Um estudo indiano de sete espécies de abelhas e nove espécies de plantas encontrou 45 espécies de leveduras de 16 gêneros colonizando os nectários de flores e estômagos de mel de abelhas. A maioria eram membros do gênero Candida; a espécie mais comum em estômagos de abelhas foi Dekkera intermedia, enquanto a espécie mais comum colonizando nectários de flores foi C. blankii. Embora a mecânica não seja totalmente compreendida, verificou-se que Azadirachta indica floresce mais se C. blankii estiver presente.

### Patologia humana
Algumas infecções humanas de Candida blankii foram encontradas. Sua existência sugere que a condição pode ter sido subnotificada. Em 2015, a levedura foi encontrada nas vias aéreas de um paciente com fibrose cística; este foi o primeiro caso registrado de infecção por C. blankii em humanos. Um segundo caso foi relatado em 2018. O fungo mostrou-se resistente ao tratamento com antifúngicos. A levedura foi caracterizada como "um patógeno oportunista para transplante de pulmão e/ou pacientes com FC". Por causa de sua resistência, foi dito para justificar um estudo mais aprofundado. Diferentes cepas, foi sugerido, também devem ser estudadas "para aumentar o conhecimento da diversidade genética e do perfil de suscetibilidade antifúngica".
As infecções fúngicas da corrente sanguínea (fungemia) foram recentemente associadas a C blankii. Antifúngicos de polieno foram identificados como um possível tratamento.
A espécie foi detectada em carnes destinadas ao consumo humano, incluindo presunto ibérico.

## Biotecnologia
Como muitas leveduras, Candida blankii tem sido objeto de vários estudos biotecnológicos, inclusive para uso como biossensor BOD. O processo metabólico de C. blankii é aeróbico. Consequentemente, oxida muitas formas de álcool, aminoácidos, carboidratos e outros compostos orgânicos. Como um biossensor BOD, as aplicações práticas podem ser limitadas devido à eficácia de curto prazo.
Um isolado diplóide de C. blankii teve um "potencial para uso na produção de proteína de célula única a partir de hidrolisados de hemicelulose" observado, que está relacionado ao etanol celulósico (ou seja, produção de etanol).
Esta levedura é uma das várias estudadas extensivamente para uso na fermentação de xilose.
Candida blankii foi testada como auxiliar na degradação de hidrolisados de hemicelulose. C. blankii "cultivado em uma mistura de n-parafinas (6% vol/vol) mostrou produzir ácido fumárico", o que pode ser importante na produção de etanol, uma vez que o processo esteja concluído.